# Hit by pitch

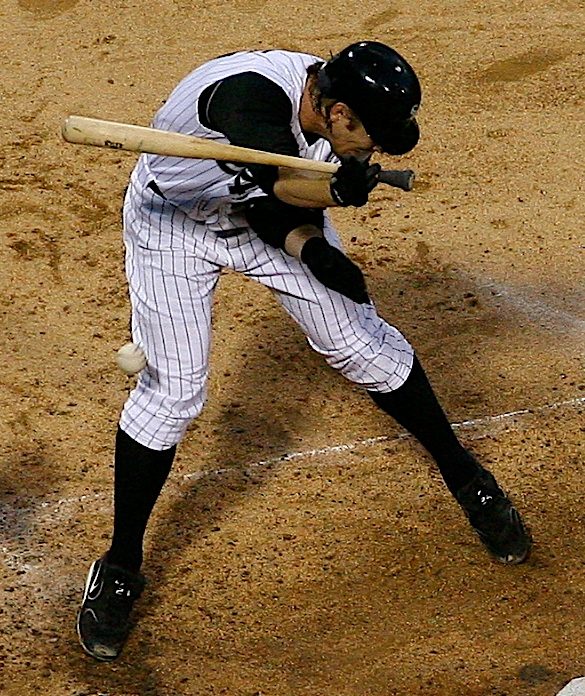
Rebatedor é atingido por um arremesso.

No beisebol, hit by pitch (denotado HBP) refere-se ao rebatedor sendo atingido em alguma parte do corpo por um arremesso do arremessador. Pela regra oficial do beisebol 6.08(b), um batedor torna-se um corredor e lhe é concedida a primeira base quando ele ou seu equipamento (exceto o bastão) é tocado por uma bola arremessada fora da zona de strike, e ele tenta evitá-lo (ou não teve possibilidade de evitá-lo), e ele não foi para o swing no arremesso. A bola é morta, e outros corredores avançam se forem forçados a desocupar sua base para que o batedor fique na primeira. A regra 5.09(a), além disso, clarifica que um hit by pitch também é dado quando um arremesso toca a roupa do batedor.
No caso onde o batedor faz o swing e o arremesso o atinge de qualquer maneira, a bola é morta e um strike é chamado. Se o batedor não tentar evitar o arremesso, ele não recebe a primeira base, e o arremesso é considerado como strike se for dentro da zona e bola se for fora. Na prática, os árbitros raramente fazem esta chamada. Talvez o exemplo mais famoso de um não-HBP foi em 31 de maio de 1968, quando Don Drysdale atingiu Dick Deitz com um arremesso que teria forçado uma corrida e encerrado a seqüência de entradas sem levar corridas de Drysdale em 44. O árbitro Harry Wendelstedt julgou que Dietz não fez nenhum esforço para evitar o arremesso, e acabou sendo eliminado por bola alta. A "invencibilidade" de Drysdale continuou até um então recorde de 58 2/3 entradas.
Um hit by pitch também pode ser chamado num arremesso que tenha tocado o chão. Um arremesso tão imprevisível como esse é considerado igual a qualquer outro, e se o batedor for atingido, receberá a primeira base, a menos que não tenha feito nenhuma tentativa para evitá-lo.
A regra concedendo a primeira base a um batedor atingido por um arremesso foi instituída em 1887.

## Uso tático
Arremessar para "dentro" do batedor é uma tática comum e legal no beisebol, e muitos jogadores fazem uso de brushback pitches voltados abaixo do queixo, para manter os jogadores longe da plate. Porém, lançar num batedor intencionalmente é ilegal, e pode ser muito perigoso. Quando um árbitro acredita que o arremessador lançou no batedor intencionalmente, um aviso é emitido ao arremessador e aos treinadores de ambos os times. Daquele ponto em diante, qualquer arremesso lançado num batedor pode causar ao arremessador e ao treinador (se for acreditado que ele tenha ordenado por exemplo, uma beanball) a expulsão imediata do jogo.
Muitas vezes, se um jogador está atuando de forma rude ou antidesportiva, ou tendo um dia extraordinariamente bom, o arremessador pode atingi-lo intencionalmente, disfarçando-o como um arremesso que acidentalmente fugiu de seu controle. Os treinadores também podem ordenar que um arremessador lance tal arremesso. Esses arremessos muitas vezes são apontados para as costas e mais devagar que o normal, para "mandar uma mensagem". O time oponente comumente atinge um batedor em retaliação ao ato. As provocações geralmente terminam por aí, devido aos avisos do árbitro, mas em alguns casos as coisas podem sair do controle, e às vezes isso leva o batedor a atacar o arremessador, brigas generalizadas e várias expulsões.
Tais duelos são mais comuns na Liga Americana do que na Liga Nacional, porque na NL os arremessadores devem rebater para eles mesmos, se expondo para uma retaliação direta (apesar de que atingir um colega arremessador é uma séria violação à etiqueta do beisebol). O sinal mais comum que o receptor dá, se ele ou o treinador quiserem jogar pesado contra um batedor é simplesmente mostrando ao arremessador o dedo do meio.